# László Négyesy
László Négyesy (Szentes, 1861 – Budapest, 1933) è stato un critico letterario ungherese.
Fu professore universitario a Budapest.

## Opere
- Magyar verstan
- A magyar vers
- A magyar verselmélet kritikai története
- A mértékes magyar verselés története
- Stilisztika
- Szerkesztéstan
- Rhetorikha
- Poétika
- Rendszeres magyar nyelvtan
- Szülőföldi elemek a Bánk bánban
- A magyar költészet eredete
- Árpádkori compositio
- Arany
- Kritika és irodalomtörténet
- Ritmus és verstechnika
- A tragikum az újkori költészetben
- Kazinczy pályája